# 彼女はゼロフィリア
『彼女はゼロフィリア』（かのじょはぜろふぃりあ）は、Brian the Sunのインディーズ1枚目のミニアルバム。2014年3月12日にSPACE SHOWER MUSICから発売された。

## 概要
前作『NON SUGAR』から約9ヶ月ぶり、Brian the Sun初となるミニアルバム。
アルバムタイトルについて、森は『「ゼロフィリア」は嫉妬愛という意味があり、嫉妬されることもすることもどっちにも愛情を感じるものがあると、その意味を知った時に面白いなと思ってつけました。』と答えている。
今作は録音を全曲一発録りでレコーディングした、全5曲が収録されている。

## 収録曲
全作詞・作曲∶森良太
1. ロックンロールポップギャング [2:10]
2. 彼女はゼロフィリア [3:29]
3. メランコリックガール [3:52]
4. グラストライフル [4:45]
5. R25 [4:54]